# Jimmy McLin
James 'Jimmy' McLin (Brooksville (Florida), 27 juni 1908 - St. Petersburg (Florida), 15 december 1983) was een Amerikaanse jazzgitarist en banjospeler.
McLin speelde in 1926 als banjoïst in de band van zanger Sammy Lewis, de Bamville Syncopators, waarmee opnames werden gemaakt voor Vocalion ("Arkansas Shout“). In 1928 trok hij naar New York, waar hij samenwerkte met James P. Johnson en Roy Eldridge. In de jaren 30 werkte hij als gitarist met onder meer Clarence Williams, de studiogroepen van Teddy Wilson die Billie Holiday begeleidden (veel opnames waaronder "Strange Fruit“, 1939), Willie „The Lion“ Smith ("The Swampland Is Calling Me“), Buster Bailey, Jerry Kruger en Midge Williams. In het begin van de jaren 40 speelde hij met Claude Hopkins, Sidney Bechet en Dave Nelson, daarna ging hij het leger in waar hij diende bij de marine en speelde in militaire bands, op de trombone en mellofoon. In 1945 werkte hij weer bij Claude Hopkins. Hij onderbrak zijn muzikale loopbaan om muziek te studeren. In 1950 speelde hij weer kort bij Hopkins, daarna keerde hij terug naar Florida waar hij zich uit de jazzscene terugtrok. Hij toerde nog wel af en toe met de Ink Spots. Zijn laatste opnames maakte hij in 1970, toen hij meewerkte aan de soundtrack van de tekenfilm Fritz the Cat. In de jazz was hij in de periode 1926-1970 betrokken bij 19 opnamesessies, waaronder een met Rex Stewart.